# Wetmorella tanakai
Wetmorella tanakai är en fiskart som beskrevs av Randall och Kuiter 2007. Wetmorella tanakai ingår i släktet Wetmorella och familjen läppfiskar. IUCN kategoriserar arten globalt som otillräckligt studerad. Inga underarter finns listade i Catalogue of Life.